# Olympic Channel
Olympic Channel é um serviço de televisão via Internet OTT operado pelo Comitê Olímpico Internacional (COI). Foi lançado em 21 de agosto de 2016, juntamente com o encerramento dos Jogos Olímpicos de Verão de 2016. O serviço visa manter o interesse durante todo o ano no movimento olímpico, apresentando atletas e competições olímpicas fora dos Jogos.
O COI opera o serviço com foco internacional, mas também declarou que tem planos de trabalhar com os Comitês Olímpicos Nacionais locais e detentores de direitos para estabelecer versões localizadas e serviços lineares como versões franqueadas do Olympic Channel. O primeiro deles, nos Estados Unidos, lançado em julho de 2017.

## Objetivo
O principal objetivo do serviço é manter o interesse durante todo o ano nos esportes olímpicos nos intervalos entre os  Jogos Olímpicos de Verão e Inverno, especialmente entre um público mais jovem; contará com cobertura de competições dos esportes olímpicos, bem como programas de formato curto e longo, focados em atletas olímpicos. O serviço será transmitido inicialmente em inglês, mas possui legendas disponíveis em outros nove idiomas depois do lançamento.
Yiannis Exarchos, superintendente do Olympic Channel e CEO da Olympic Broadcasting Services, afirmou que o conteúdo do serviço se concentraria principalmente nas histórias dos atletas, argumentando que "precisamos correr alguns riscos e é melhor correr riscos agora porque somos mais fortes do que nós já estivemos. As personalidades dos atletas, seus estilos de vida, são algo muito, muito atraente. "

## História
O presidente do COI, Thomas Bach, que originalmente propôs o conceito de um canal de televisão orientado para as Olimpíadas em 1994, quando era um oficial júnior do COI, afirmou que o serviço seria "o começo de uma nova e empolgante jornada para conectar o público do mundo inteiro com o Movimento Olímpico durante todo ano". O canal será produzido em Madri e recebeu um orçamento de sete anos de 600 milhões de dólares.
O serviço digital inicial tem um foco internacional, mas o COI afirmou que planeja trabalhar com comitês olímpicos nacionais e detentores de direitos locais para desenvolver versões locais do Olympic Channel, que podem incluir opcionalmente canais de televisão lineares. A plataforma de streaming é fornecida pela Playmaker Media, uma divisão do NBC Sports Group.

## Versões regionais

### Oriente Médio e Norte da África
Em 4 de setembro de 2017, o COI anunciou uma parceria com a BeIN Sports para lançar um Olympic Channel linear para a região do Oriente Médio e Norte da África (MENA), lançado em 1 de novembro de 2017. Como preparação para o lançamento, a rede transmitia um bloco diário da programação do Olympic Channel em seu canal principal.

### Estados Unidos
Em um fórum do setor em março de 2017, o presidente da NBC Olympics, Gary Zenkel, declarou que a NBCUniversal lançaria uma versão localizada do Olympic Channel nos Estados Unidos como um canal de televisão linear no final do ano. A versão americana do Olympic Channel lançada em 15 de julho de 2017, substituindo o Universal HD - que captou o conteúdo esportivo olímpico após a descontinuação do Universal Sports em 2015.

### América hispânica
Em janeiro de 2019, o COI anunciou uma parceria com a Claro TV e a Claro Video para distribuir a programação do Olympic Channel em seu canal linear e serviço de streaming de vídeo da Claro Sports para os países latino-americanos.

### China
Em janeiro de 2019, o grupo de mídia Voice of China anunciou planos para lançar uma versão chinesa do canal. Nomeado CCTV-16, o canal será lançado no final do ano.